# Emscripten
Emscripten es un programa informático, un tipo de compilador denominado compilador Source-
to-source o transcompilador. Puede procesar bytecode de LLVM, normalmente creado al compilar código C o C++. Este nos devuelve como salida un archivo en el lenguaje de programación JavaScript que puede procesarse en navegadores web.
Es compatible con el estándar de la API de desarrollo de C/C++ como STL, SDL o incluso OpenGL.
El fundador de este proyecto es Alon Zakai.
Con este software, se ha compilado en Javascript varios proyectos de código abierto. Como ejemplo, podemos citar Gnuplot, zlib, el juego SuperTux, un intérprete de Lua o el SGBD SQLite.
Uno de los proyectos más conocidos realizados con este software es BananaBread, un juego para navegador compilado mediante Emscripten.